# Paolo Veronese
Paolo Caliari o Paolo Càller  (Verona, 1528 - Venècia, 19 d'abril de 1588), conegut com il Veronese (el Veronès), va ser un pintor del Renaixement italià establert a Venècia, conegut per les seves pintures històriques de religió i mitologia extremadament grans, com ara Les noces de Cana (1563) i La festa a la casa de Levi (1573). Juntament amb Ticià, una generació més antiga, i Tintoretto, una dècada més gran, Veronese forma part del gran trio que va dominar la pintura veneciana del Cinquecento i el final del Renaixement al segle XVI. Conegut com a colorista suprem, i després d'un primer període amb el manierisme, Paolo Veronese va desenvolupar un estil de pintura naturalista, influït per Ticià.

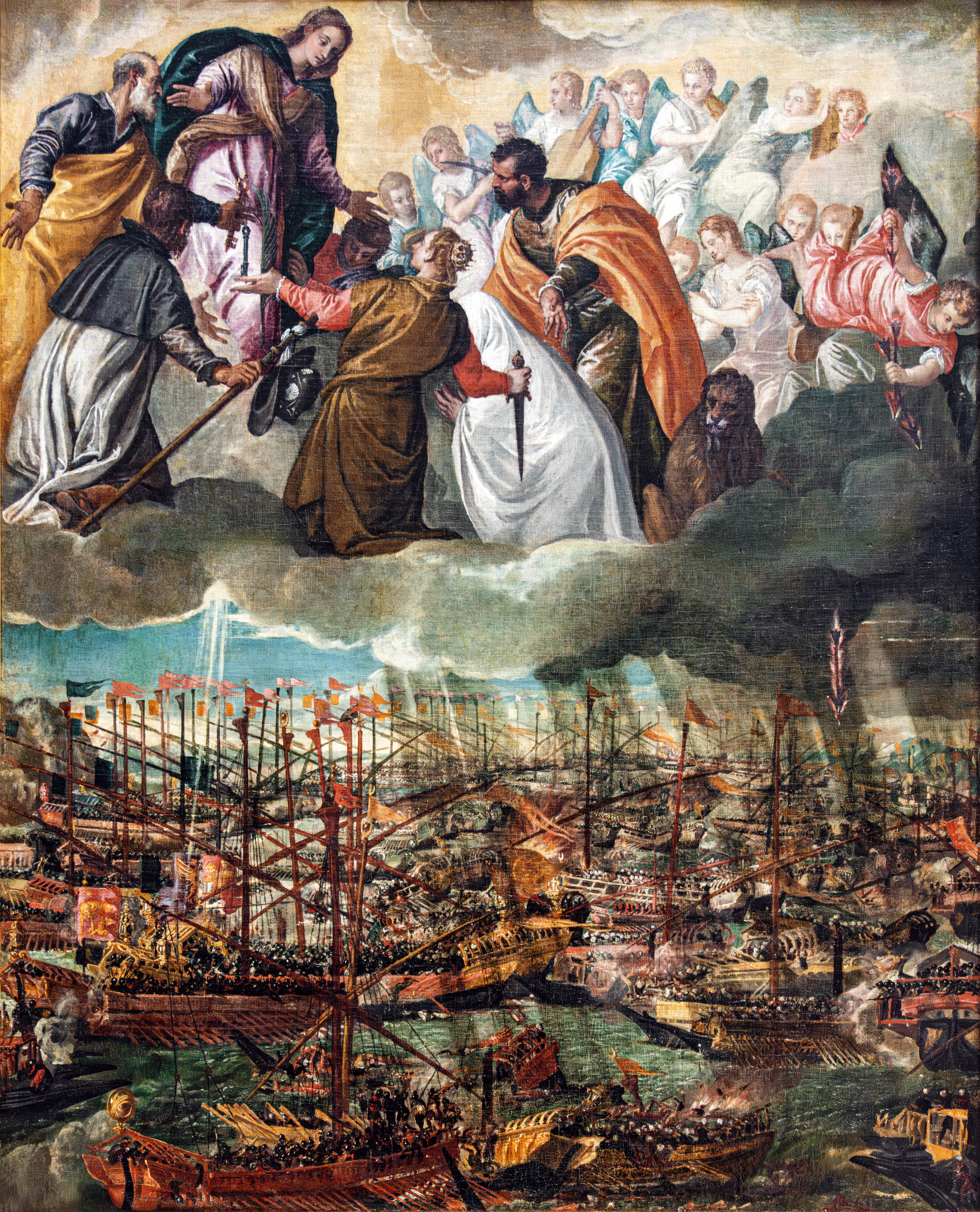
La Batalla de Lepant, per Paolo Veronese.

Les seves obres més famoses són cicles narratius elaborats, realitzats amb un estil dramàtic i acolorit, ple de majestuosos escenaris arquitectònics i un espectacle brillant. Són especialment famoses les seves grans pintures de festes bíbliques, plenes de figures, pintades per als refetors dels monestirs de Venècia i Verona, i també va ser el principal pintor venecià de sostres. La majoria d’aquestes obres romanen in situ, o almenys a Venècia, i la seva representació a la majoria dels museus es compon principalment d’obres més petites, com ara retrats, que no sempre el mostren en el seu millor moment.
Sempre ha estat apreciat per la brillantor cromàtica de la seva paleta, l'esplendor i la sensibilitat de la seva pinzellada, l'elegància aristocràtica de les seves figures i la magnificència del seu espectacle, però la seva obra s'ha criticat per no permetre l'expressió del profund, humà o sublim, i dels tres grans pintors, sovint ha estat el menys apreciat per la crítica moderna. No obstant això, molts dels més grans artistes ... es poden comptar entre els seus admiradors, inclosos Rubens, Watteau, Tiepolo, Delacroix i Renoir.

## Biografia

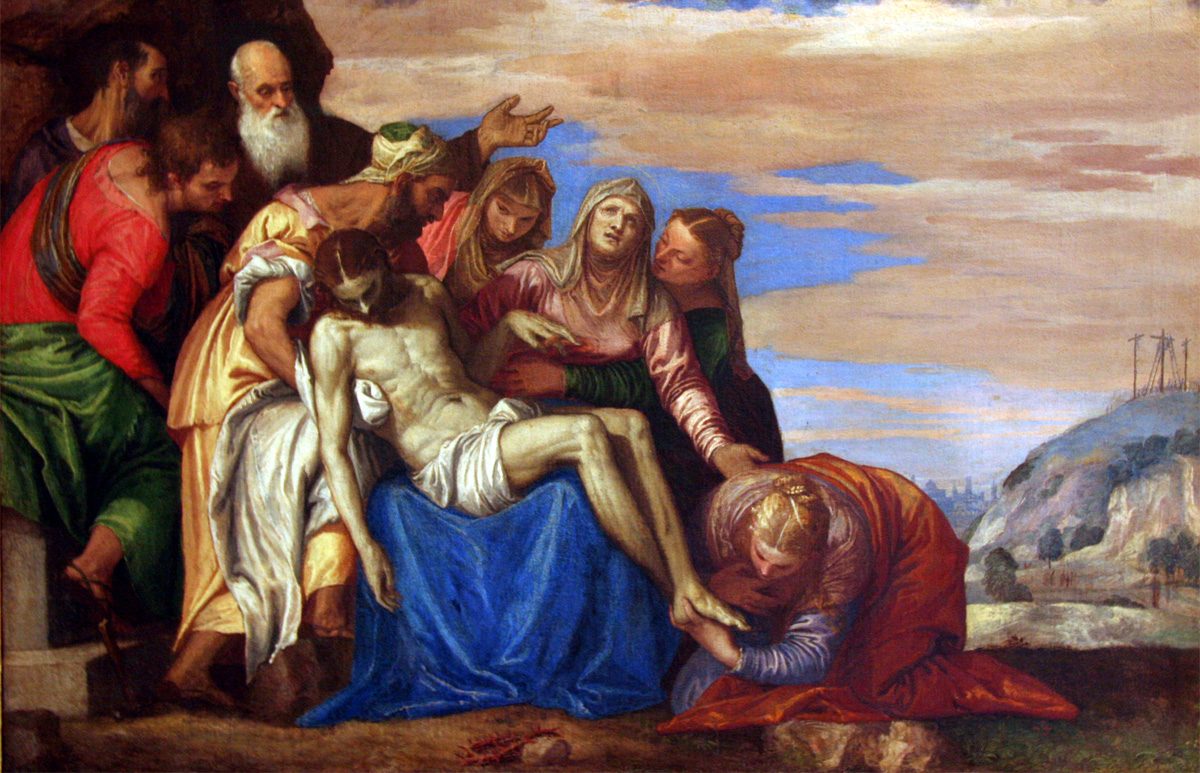
Deposició de Crist, c. 1547, Museu de Castelvecchio

### Naixement i noms
Veronese va prendre el seu nom habitual del seu lloc de naixement de Verona, llavors la possessió més gran de Venècia a terra ferma. El cens de Verona testimonia que Veronese va néixer a algun moment del 1528 d'un picapedrer, o spezapreda en llengua veneciana, anomenat Gabriele, i la seva dona Caterina. Era el seu cinquè fill. Era habitual que els cognoms es prenguessin de la professió d'un pare i, per tant, Veronese era conegut com a Paolo Spezapreda. Més tard va canviar el seu nom pel de Paolo Caliari, perquè la seva mare era filla il·legítima d'un noble anomenat Antonio Caliari. La seva pintura més antiga coneguda està signada P. Caliari F., la primera instància coneguda en la qual va utilitzar aquest cognom, i després d'utilitzar Paolo Veronese durant diversos anys a Venècia, cap al 1575 va reprendre la signatura de les seves pintures com a Paolo Caliari. Sovint se l'anomenava Paolo Veronese abans del segle passat per distingir-lo d'un altre pintor de Verona, Alessandro Veronese, ara conegut com a Alessandro Turchi.

### Joventut

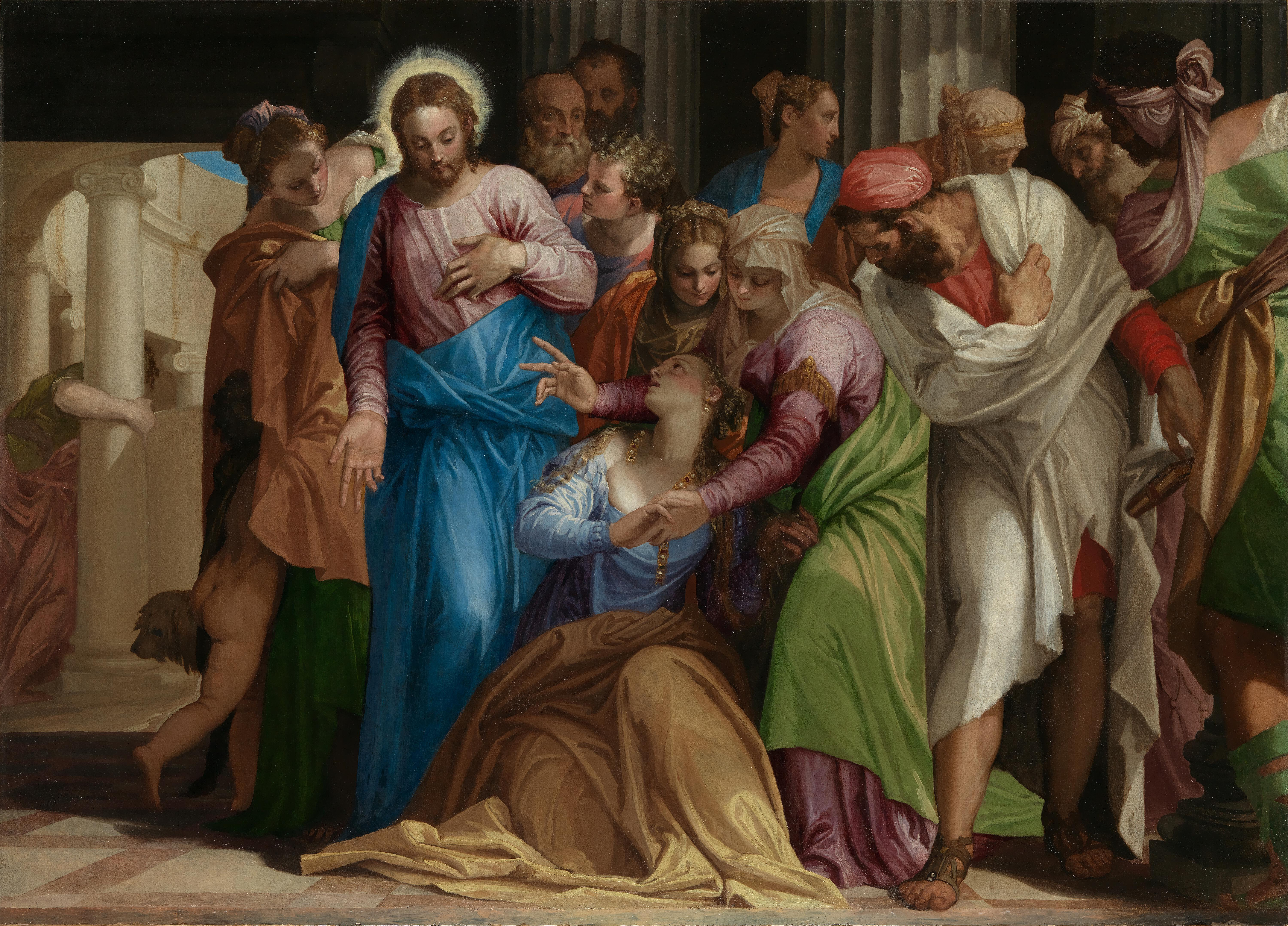
La conversió de Maria Magdalena, c. 1548, Galeria Nacional

El 1541, Veronese va ser aprenent d’Antonio Badile, que més tard es convertiria en el seu sogre, i el 1544 va ser aprenent de Giovanni Francesco Caroto; tots dos van ser pintors destacats a Verona. Un retaule pintat per Badile l'any 1543 inclou passatges sorprenents que probablement van ser obra del seu aprenent de quinze anys; Els regals precoços de Veronese van superar aviat el nivell del taller, i el 1544 ja no residia amb Badile. Encara que format en la cultura del Manierisme aleshores popular a Parma, aviat va desenvolupar la seva pròpia preferència per una paleta més radiant.
Al final de la seva adolescència va pintar obres per a importants esglésies de Verona, i el 1551 va rebre l'encàrrec de la branca veneciana de la important família Giustiniani de pintar el retaule de la seva capella a l'església de San Francesco della Vigna, que aleshores estava sent totalment reconstruïda. al disseny de Jacopo Sansovino. El mateix any va treballar en la decoració de la Villa Soranzo prop de Treviso, amb el seu compatriota Giovanni Battista Zelotti i Anselmo Canneri; només queden fragments dels frescos, però sembla que han estat importants per establir la seva reputació. La descripció de Carlo Ridolfi gairebé un segle més tard esmenta que un dels temes mitològics era La família de Darius abans d'Alexandre, el tema rar en el tractament més gran de Veronese de la història secular, ara a la National Gallery de Londres.
El 1552 el cardenal Ercole Gonzaga, besoncle del governant Guglielmo Gonzaga, duc de Màntua, va encarregar un retaule, Temptació de Sant Antoni per a la catedral de Màntua (ara al Musée des Beaux-Arts de Caen a Caen, França), que Veronese pintat in situ. Sens dubte, va aprofitar el seu temps a Màntua per estudiar els sostres de Giulio Romano; va ser com a pintor de frescos de sostre que inicialment va deixar la seva empremta a Venècia, on es va establir de manera permanent a partir de l'any següent.

### Venècia
El 1555 o 1556 rep a Venècia el seu primer encàrrec representatiu: la decoració de la sagristia i els sostres de l'església de Sant Sebastià. Allí crea un cicle de pintures amb perspectiva sotto in ù. Juntament amb Il Tintoretto, es convertí en el principal decorador del Palazzo Ducale (teles a les sales del Consiglio dei Dieci i dei Tre Capi i a la llibreria Marziana).

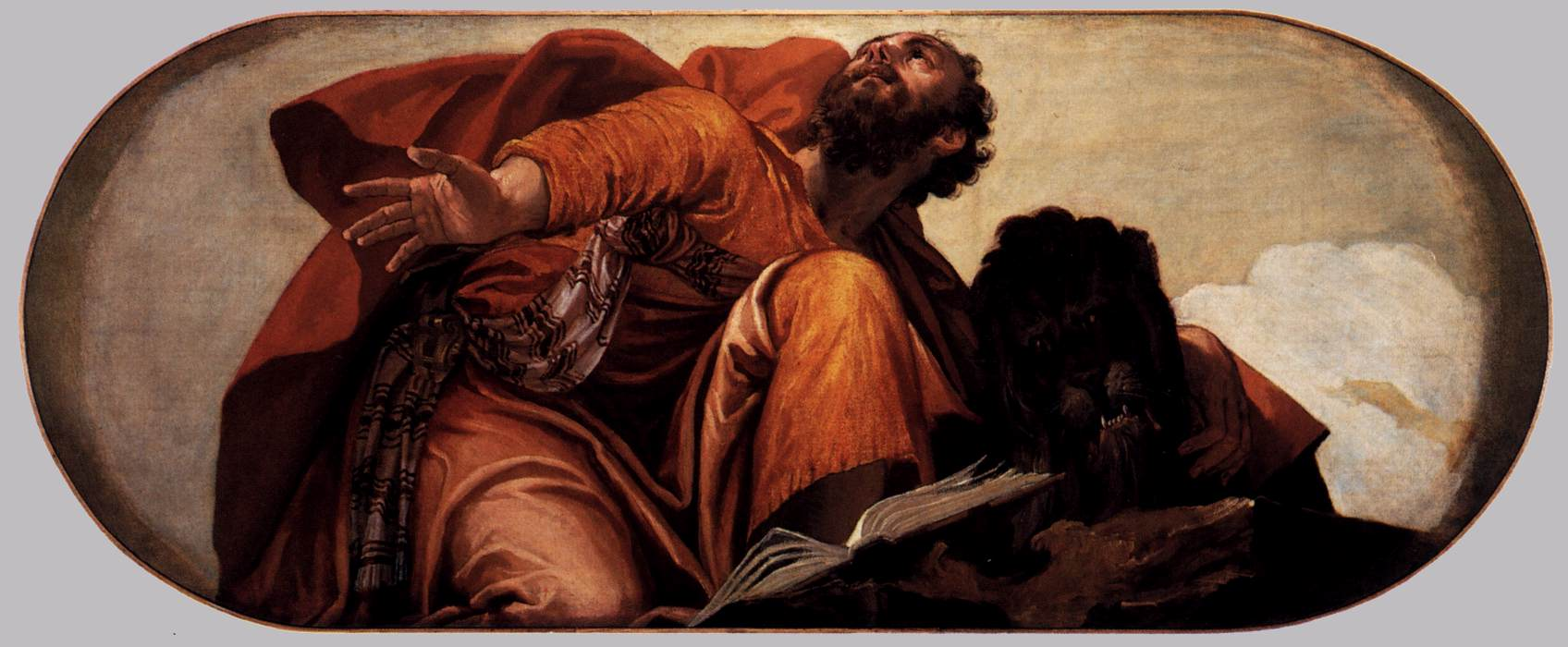
Sant Marc, Sant Sebastià (1556–57)

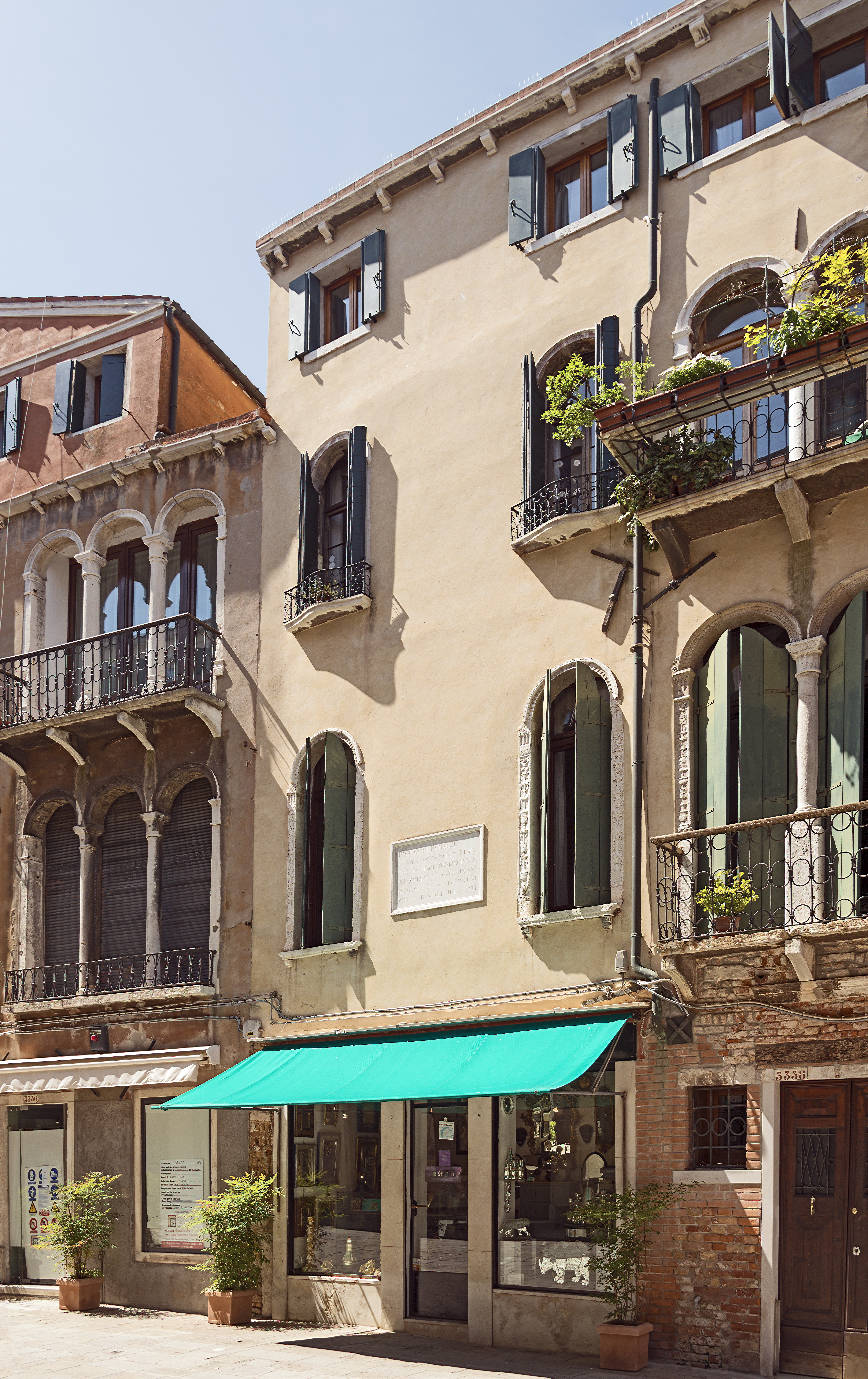
Casa de Veronese a Venècia

Veronese es va traslladar a Venècia el 1553 després d'obtenir el seu primer encàrrec estatal, els sostres al fresc que decoraven la Sala dei Consiglio dei Dieci (la Sala del Consell dels Deu) i la contigua Sala dei Tre Capi del Consiglio al Palau Ducal, a les noves sales. substituint els perduts en l'incendi de 1547. El seu panell de Jupiter Hurling Thunderbolts als Vices per al primer es troba ara al Louvre. Després va pintar una Història d'Esther al sostre de l'església de Sant Sebastià (1556–57). Van ser aquestes pintures del sostre i les de 1557 a la Biblioteca Marciana (per les quals va ser guardonat amb un premi jutjat per Ticià i Sansovino) les que el van establir com un mestre entre els seus contemporanis venecians. Ja aquestes obres indiquen el mestratge de Veronese a l'hora de reflectir tant el subtil escorç de les figures de Correggio com l'heroisme de les de Miquel Àngel.

### Villa Barbaro i pintures del refectori
El 1556, Veronese va rebre l'encàrrec de pintar la primera de les seves escenes de banquets monumentals, la Festa a la casa de Simó, que no es conclouria fins al 1570. No obstant això, a causa de la seva composició dispersa i la manca d'enfocament, no va ser el seu mural de refetor més reeixit. A finals de la dècada de 1550, durant una pausa en el seu treball per a Sant Sebastià, Veronese va decorar la Villa Barbaro a Maser, un edifici acabat de fer de l'arquitecte Andrea Palladio. Els frescos van ser dissenyats per unir la cultura humanista amb l'espiritualitat cristiana; les pintures murals incloïen retrats de la família Barbaro, i els sostres s'obrien al cel blau i a figures mitològiques. Les decoracions de Veronese van emprar una perspectiva complexa i un trompe-l'œil, i van donar lloc a una poesia visual luminescent i inspirada. La trobada entre arquitecte i artista va ser un triomf.

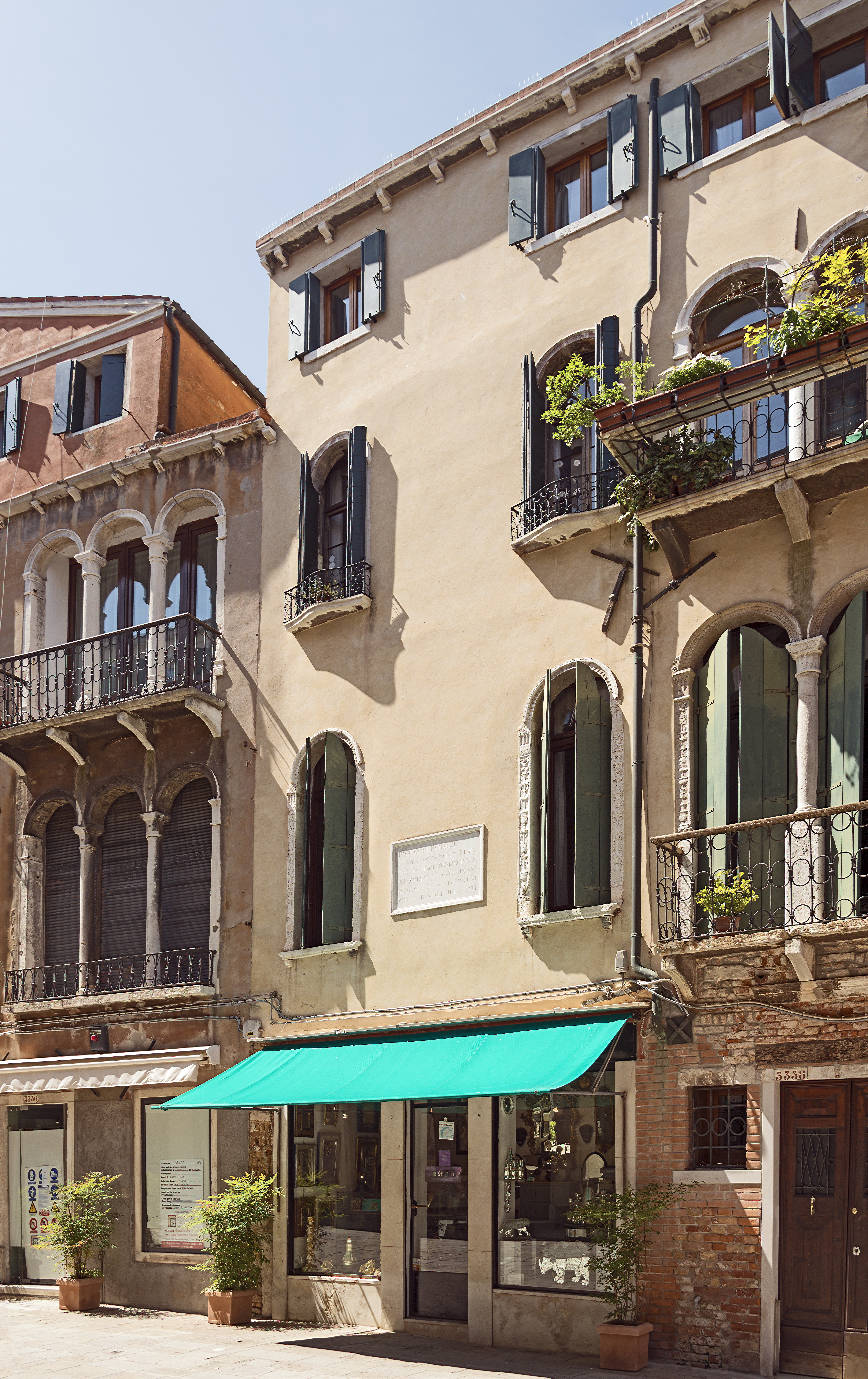
Casa Veronese a Venècia.

El 1560 viatja a Roma per a estudiar els sostres de la Capella Sixtina de Miquel Àngel, la influència de la qual es deixa notar en les obres posteriors, com els frescos de la Vila Barbaro, a Maser. Les noces de Canà, pintades entre 1562 i 1563, també van ser una col·laboració amb Palladio. Va ser encarregat pels monjos benedictins per al monestir de San Giorgio Maggiore, a l'illa homònima davant de Sant Marc, a Venècia. El contracte insistia en les grans dimensions (per cobrir 66 metres quadrats), i que el pigment i els colors havien de ser de primera qualitat. Per exemple, el contracte especificava que els blaus havien de contenir el preciós mineral lapislàtzuli. El contracte també especificava que la pintura havia d'incloure tantes figures com fos possible. Hi ha una sèrie de retrats (inclosos els de Ticià i Tintoretto, així com un autoretrat de Veronese) escenificats sobre una superfície de tela de gairebé deu metres d'amplada. L'escena, extreta del Llibre del Nou Testament de Joan, II, 1–11, representa el primer miracle realitzat per Jesús, l'elaboració de vi amb aigua, en un matrimoni a Canà, Galilea. La celebració en primer pla, un fris de figures pintades amb les gales més brillants, està flanquejada per dues escales que condueixen a una terrassa, columnates romanes i un cel brillant. Tots quatre es troben en la Galeria de Dresden i no ha de confondre's aquestes Noces de Canà amb la versió anterior que del mateix tema es guarda al Museu del Louvre.

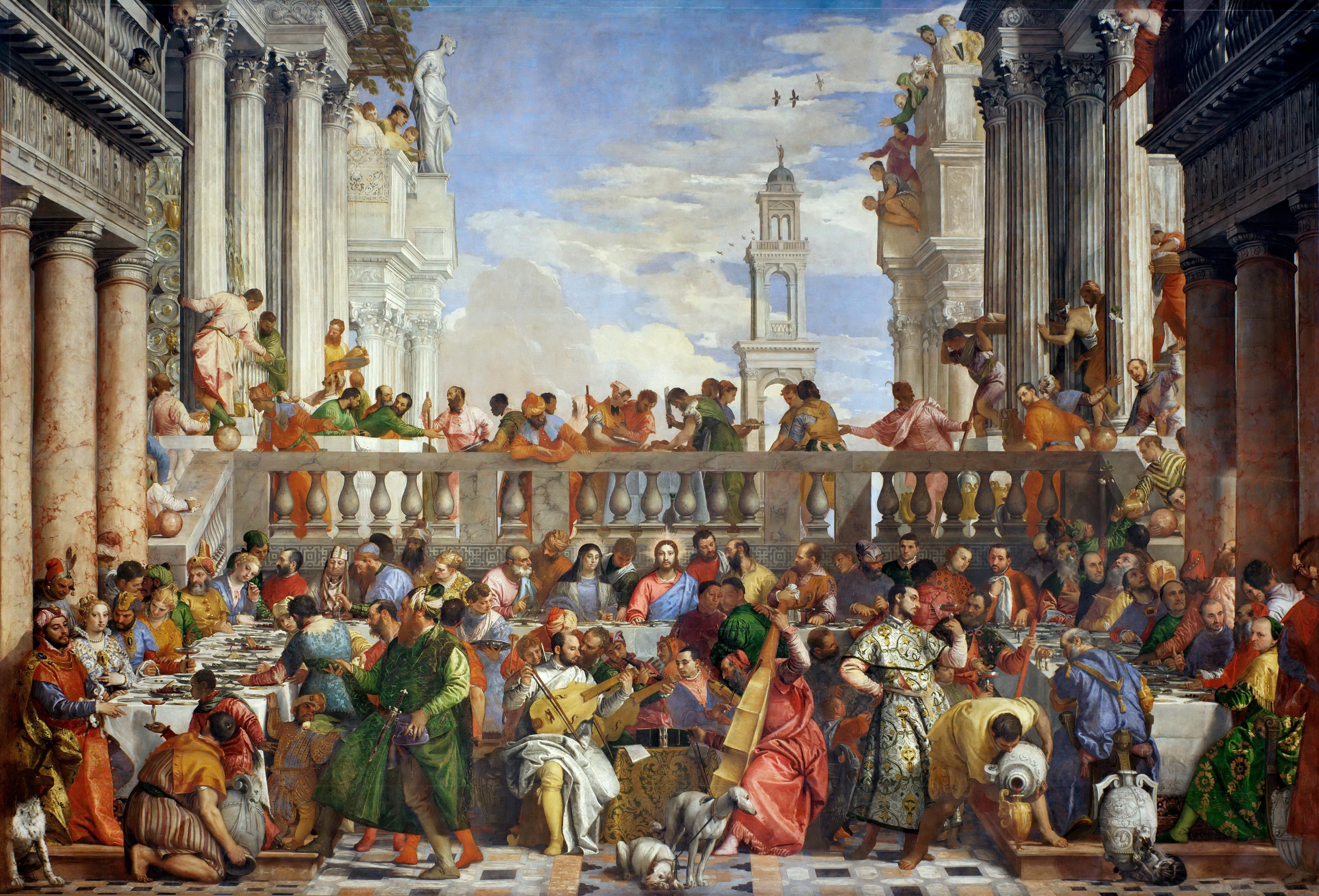
Les noces de Canà, 1562–1563, Louvre

A les pintures del refectori, com a La família de Dario abans d'Alexandre (1565–1570), Veronese va disposar l'arquitectura de manera que fos majoritàriament paral·lela al pla de la imatge, accentuant el caràcter processional de la composició. El geni decoratiu de l'artista va ser reconèixer que els efectes de perspectiva dramàtics haurien estat cansats en una sala d'estar o capella, i que la narrativa de la imatge es podia absorbir millor com una diversió de colors. Aquestes pintures ofereixen poc en la representació de l'emoció; més aviat, il·lustren el moviment acuradament compost dels seus subjectes al llarg d'un eix principalment horitzontal. Sobretot parlen de la incandescència de la llum i el color. L'exaltació d'aquests efectes visuals pot haver estat un reflex del benestar personal de l'artista, ja que el 1565 Veronese es va casar amb Elena Badile, la filla del seu primer mestre, i de qui finalment tindria una filla i quatre fills.
També es va pintar entre 1565 i 1570 la seva Mare de Déu i el Nen amb Santa Isabel, l'Infant Sant Joan Baptista i Santa Justina (ara al Museu d'Art Timken de San Diego). En aquesta obra Santa Justina, patrona de Pàdua i Venècia, es troba a la dreta amb la Mare de Déu i el Nen Crist al centre. En contrast amb les obres italianes d'un segle abans, l'infant es representa de manera convincent com a infant. El que fa aturar-se i fixar-se en aquest quadre és que l'infant s'acosta a Santa Justina, ja que un nadó d'aquesta edat normalment limitaria la seva mirada a la seva mare. Completa l'obra Santa Elisabet, cosina de Maria i mare de Sant Joan Baptista, situada a l'esquerra. L'artista equilibra delicadament les formes de la Sagrada Família estesa i les representa amb un excel·lent equilibri de colors càlids i freds.

### La festa a la casa de Leví
El 1573 Veronese va completar l'encàrrec de La festa a la casa de Levi, una pintura de l'últim sopar per a la paret posterior del refectori de la Basílica de Santi Giovanni i Paolo, Castello, Venècia. Originalment titulat L'últim sopar, el quadre havia de substituir un quadre de Ticià cremat en un incendi; El reemplaçament de grans dimensions de Veronese (5,55 mx 12,80 m) representava una escena de banquet de l'Últim Sopar que incloïa soldats alemanys, nans i animals, l'exòtica humana i animal habitual a les narracions representatives de Veronese. Artísticament, The Feast in the House of Levi indica el desenvolupament tècnic de Veronese en l'ús de colors intensos i lluminosos per a la textura, l'atenció a la coherència narrativa, la representació aguda de l'emoció humana i la interacció psicològicament subtil que es produeix entre els personatges que ocupen l'escena.
Tenint en compte el tema del quadre, l’Últim Sopar bíblic, les representacions humanistes dels personatges no tenien la pietat habitual en l’art catòlic romà que representa el personatge de Crist i els esdeveniments de la seva vida; i la Inquisició es va adonar fàcilment de la irreligiositat de Veronese. A la dècada de 1570, la teologia de la Contrareforma havia donat autoritat legal a la doctrina catòlica romana a Venècia, que era un nou desenvolupament polític per a un artista com Veronese. A la república veneciana del Renaixement tardà, per a un artista, pintar escenes de multituds havia adquirit ramificacions polítiques sobre qui i què apareixia en una pintura religiosa encarregada a ell, independentment del mecenes o patrona.
Una dècada abans, els monjos benedictins que van encarregar Les noces de Canà (1563) havien ordenat a Veronese que inclogués lliurement tantes figures humanes com cabien a l'escena del banquet. En canvi, una dècada més tard, Veronese es va trobar amb limitacions legals i religioses que van determinar la idoneïtat (teològica, política, sociològica) de qui i què representava en una pintura; així, el 18 de juliol de 1573, Veronese va ser convocat davant la Santa Inquisició veneciana per explicar la presència del que la doctrina de l'Església considerava personatges, animals i indecòrums aliens a una imatge de l’Últim Sopar de Crist.

La festa a la casa de Levi (1573) va comptar amb persones i animals que la Inquisició va percebre com a heretges. La investigació dels Inquisidors no va trobar cap heretgia, però va ordenar a Paolo Veronese que retitulés el quadre d'una altra manera que L'Últim Sopar, el títol original.

El 1573 va ser dut davant el tribunal de la Inquisició, degut al fet que en els seus quadres els temes religiosos es representaven d'una manera profana.
L'interrogatori del tribunal de Veronese va ser cautelar, més que punitiu; polític, més que judicial; no obstant això, Veronese va explicar als inquisidors que «els pintors ens prenem les mateixes llibertats que els poetes i els bojos» en explicar una història. Tot i que el tribunal de la Inquisició va ordenar a Veronese que repintés l'escena de l'últim sopar, va oposar el seu remei als seus delictes teològics, però es va veure obligat a retitular el quadre des del sacramental L'últim sopar fins a La festa a la casa de Leví. Que un artista, com Veronese, hagués perdurat amb èxit contra l'acusació implícita d’heretgia de la Inquisició, va indicar que tenia el suport polític discret d'un mecenes patrici de les arts.

## Crítica

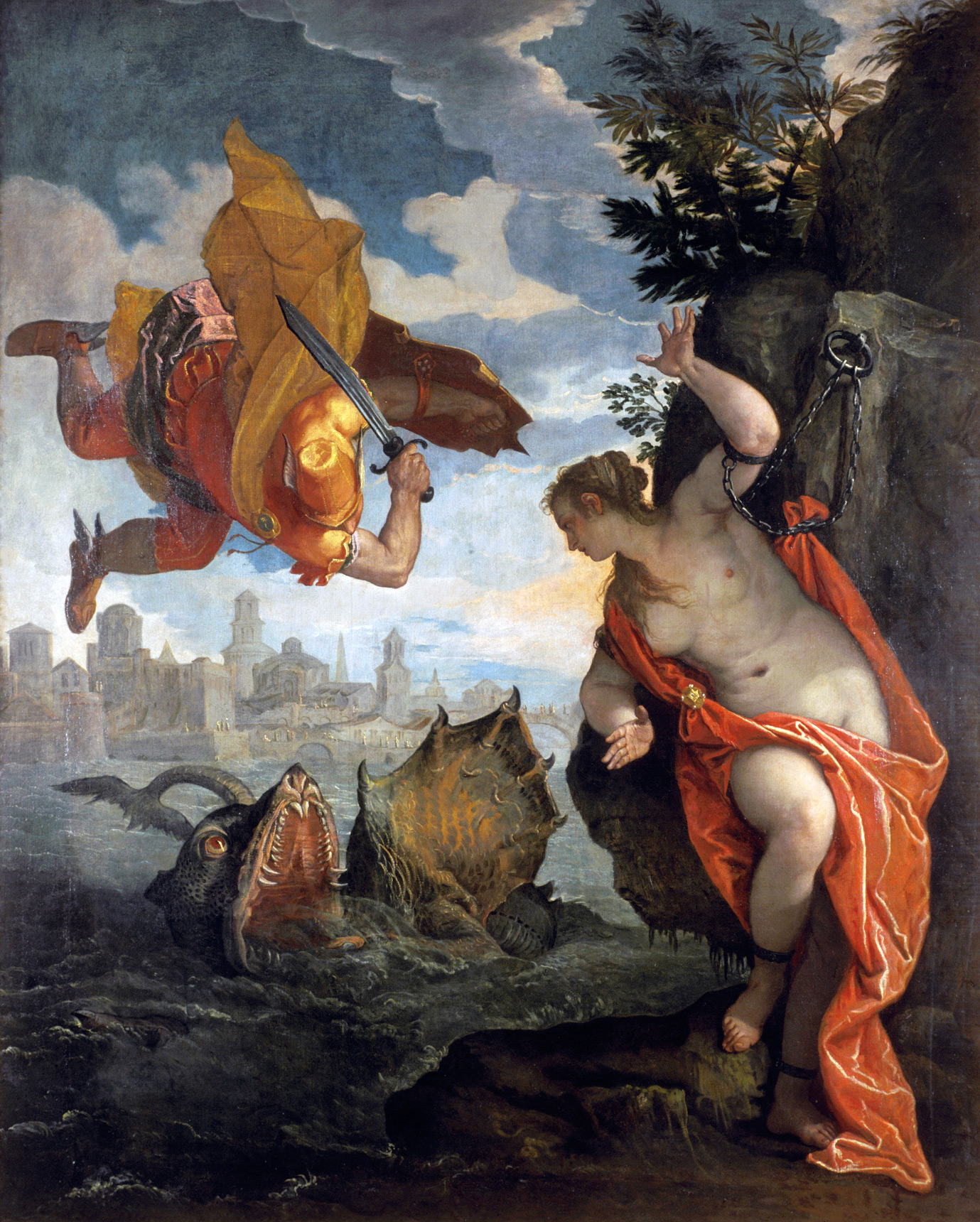
Perseu i Andròmeda, 1576–1578

La biografia d'un artista de Paolo Veronese es va incloure a la segona edició de les Vides dels més excel·lents pintors, escultors i arquitectes (1568), de Giorgio Vasari, amb una cobertura millorada dels pintors de l'escola veneciana.
Una biografia més completa de Veronese va haver d'esperar Le maraviglie dell'arte ovvero le vite degli illustri pittori Veneti e dello stato (1648), de Carlo Ridolfi, una recopilació dels pintors de l'escola veneciana. Ridolfi va dir que el quadre de Veronese de La festa a la casa de Levi (1573) és «de lluny, la font més important per al nostre coneixement del seu art» perquè «va donar alegria, va fer majestuosa la bellesa, va fer riure».
El 2014, l'historiador de l'art Charles Hope va escriure sobre els punts forts i febles de Veronese: «És notable sobretot com a colorista que va utilitzar una gamma de tonalitats brillants amb una audàcia inigualable en la seva època i amb prou feines igualada des d'aleshores», però perquè el seu ús del color. «Sovint es va calcular per crear un efecte global harmònic en lloc de destacar els principals protagonistes», les seves pintures transmeten poc drama narratiu. Segons Hope, «l'efecte és sumptuós, seductor però al capdavall excessiu i una mica monòton, més aviat com una visita a una pastisseria».

A Paintings in the Louvre (1987), la valoració moderna de Lawrence Gowing de l'èxit artístic de Paolo Veronese és que:
| « | Els francesos no dubtaven, com va escriure el crític Théophile Gautier l'any 1860, que Veronese va ser el colorista més gran que hagi viscut mai, més gran que Ticià, Rubens o Rembrandt perquè va establir l'harmonia dels tons naturals en lloc del modelatge en foscor i clar. que continuava sent el mètode del clarobscur acadèmic. Delacroix va escriure que Veronese feia llum sense contrastos violents, que sempre ens diuen que és impossible, i va mantenir la força de la tonalitat a l'ombra | » |

| « | Aquesta innovació no es podria descriure millor. Les harmonies exteriors brillants de Veronese van il·luminar i inspirar tot el segle xix. Va ser la base de la pintura moderna. Però si el seu estil és de fet naturalista, com pensaven els impressionistes, o una invenció imaginativa d'allò més subtil i bella ha de ser una pregunta per a cada època per respondre per si mateixa. | » |

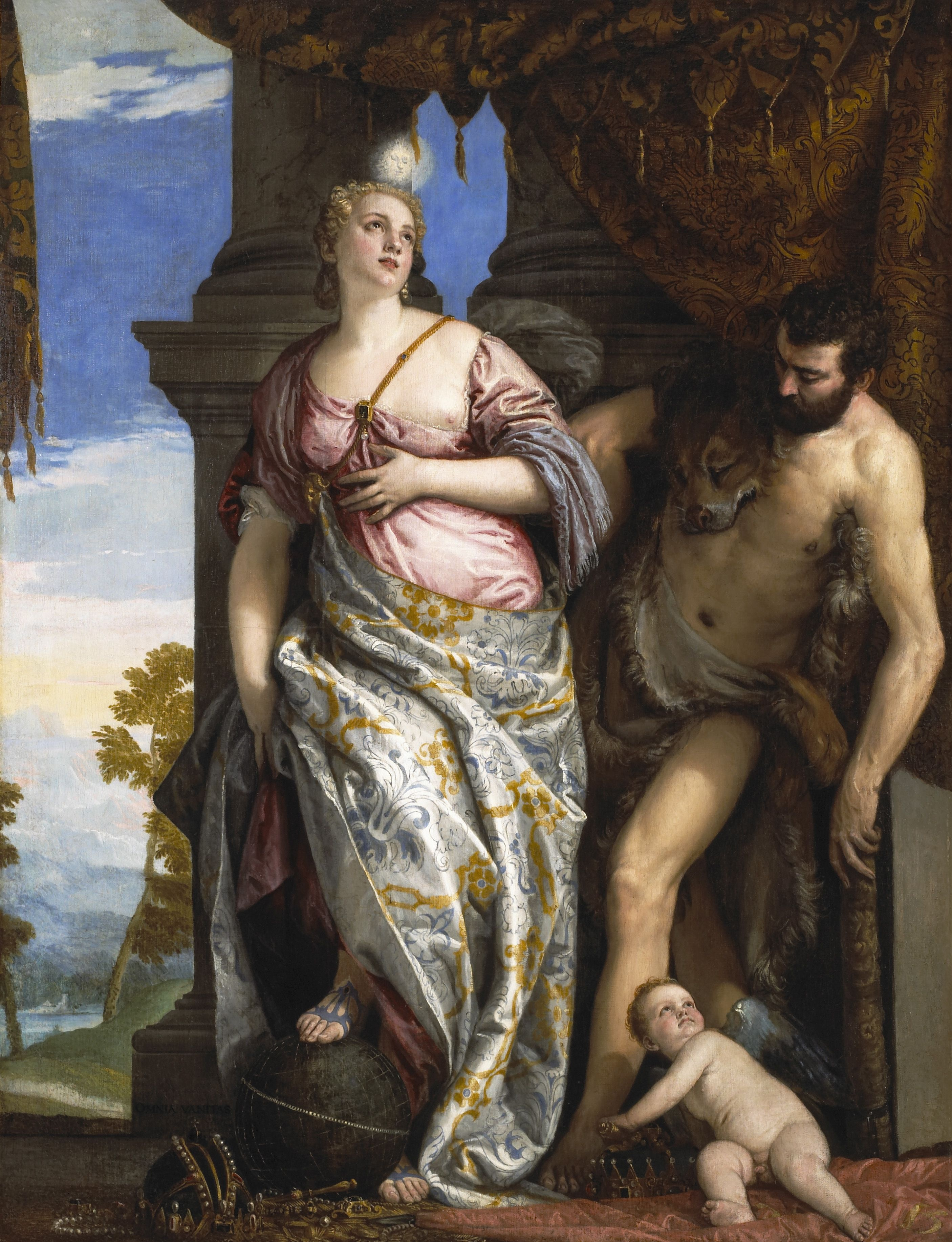
Al·legoria de la saviesa i la força, c. 1565

## Estil

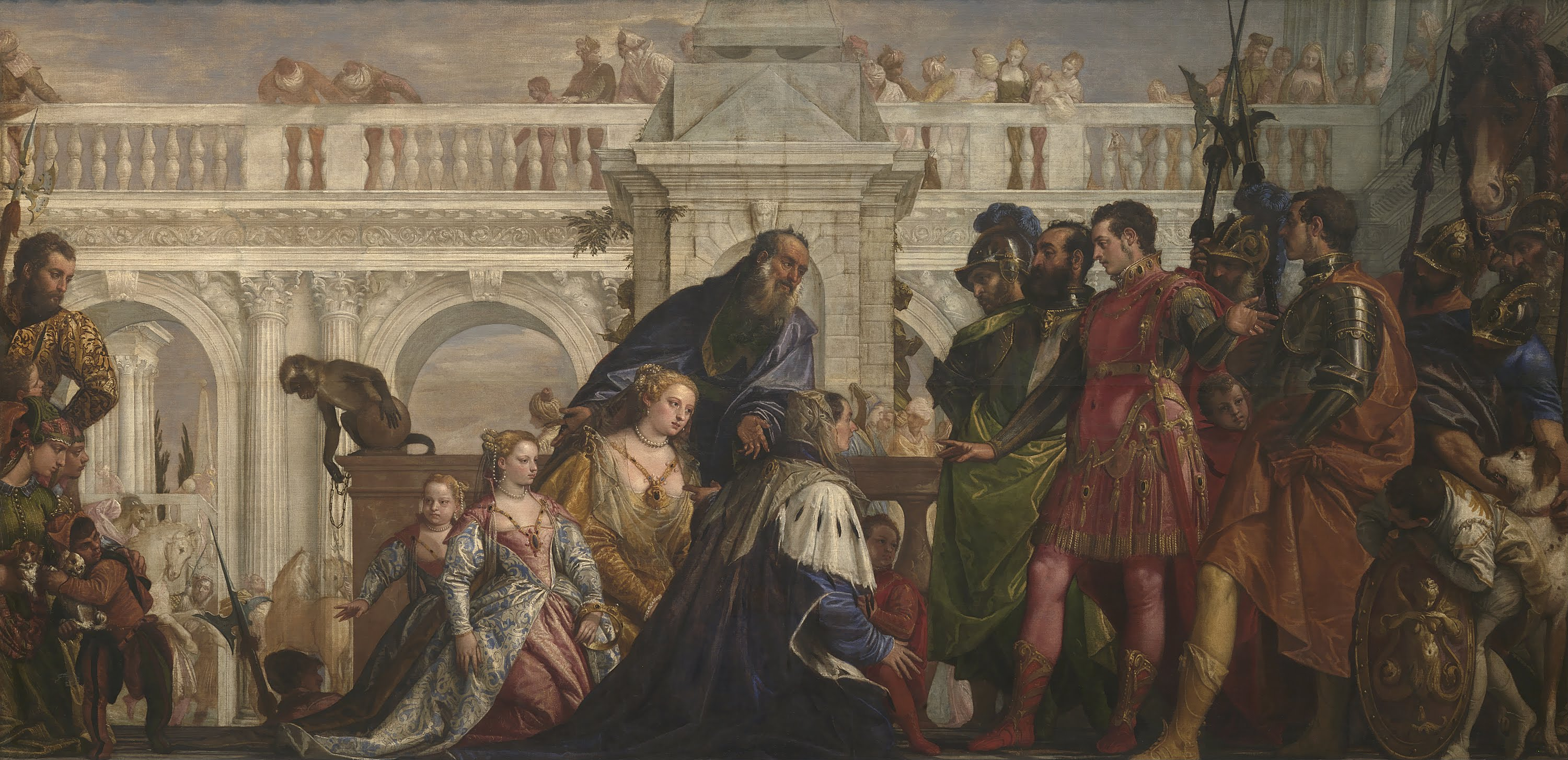
La família de Darius abans d’Alexandre (1565-1570). Oli sobre tela, 236,2cm × 475,9 cm, National Gallery, Londres.

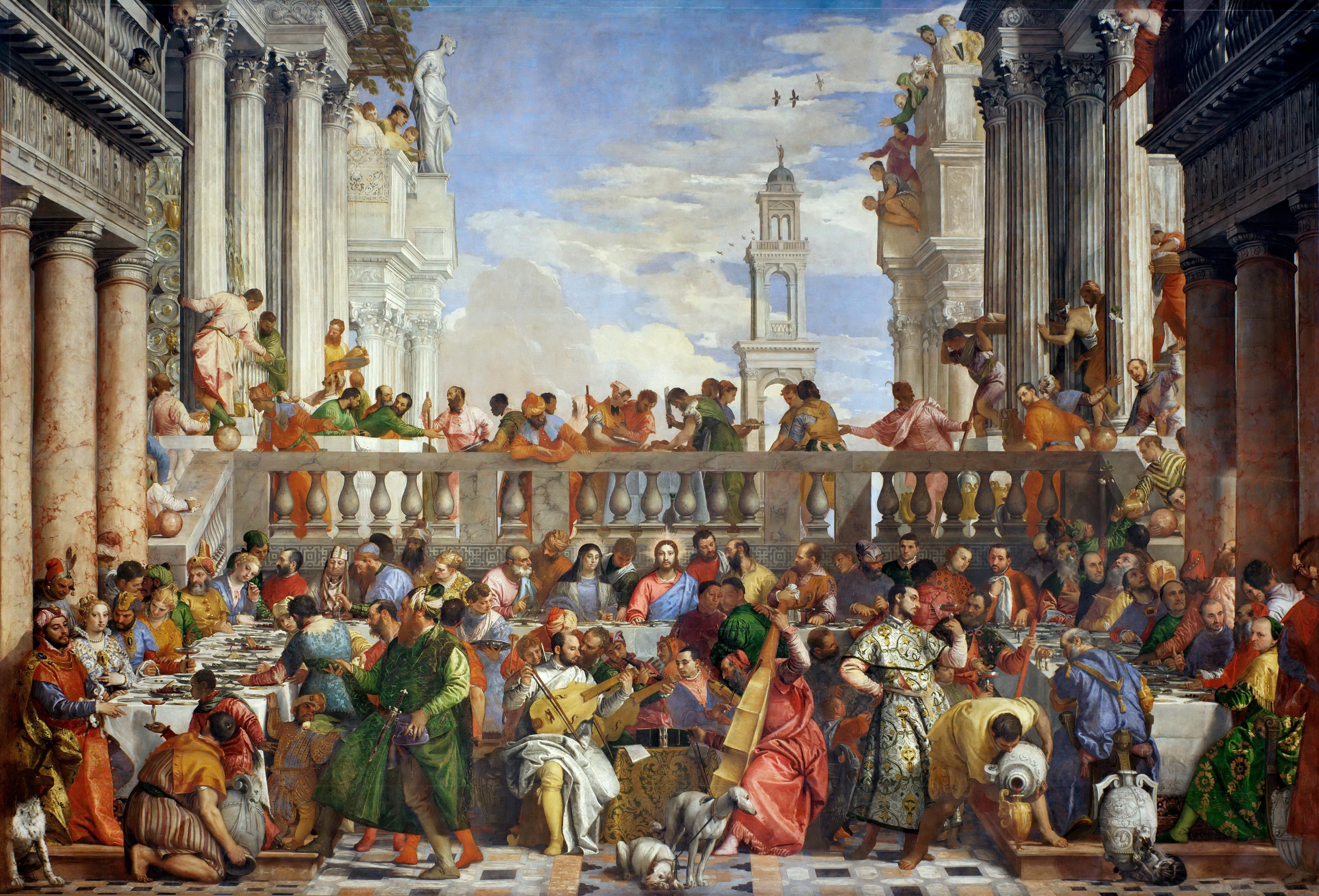
Les noces de Canà, 1562–1563. Louvre

Va aprendre dels grans venecians, Tintoretto i Tiziano, així com els pintors d'Emília, com Parmigianino. És considerat creador, juntament amb Tiziano, d'un gust sumptuós i colorista, que a Venècia es va perllongar fins al segle xviii. Prefereix els grans formats. El seu estil es caracteritza pel luxe, l'arquitectura clàssica que emmarca les seves escenes i el ric encara que suau colorit. Amic de Palladio i altres grans arquitectes de l'època, emmarca les seves escenes en àmplies arquitectures, tret que ho fa precursor del barroc.
En els seus quadres apareixen columnes, arcs i escalinates. El seu tractament del color s'anticipa a la pintura francesa del segle xix. Prefereix els tons freds i clars: gris, plata, blaus i grocs. La seva temàtica és religiosa, però representa les escenes bíbliques a la manera de les grans festes venecianes, reflectint així l'alegria de viure i l'esplendor de la república dels dux de Venècia. Els vestits són fastuosos i l'ambient, sumptuós. Pobla les seves obres de multitud de personatges en grandiloqüents arquitectures.
Quant a la seva tècnica, usa un empastament lleuger, cosa que permet innombrables transparències. Li interessa la perfecció del dibuix. Es considera un dels artistes més destacats de l'escola veneciana, encara que d'un manierisme innegable. La seva transcendència en l'estil posterior permet classificar la seva obra de prebarroca, en particular per l'elegància de la forma, el seu gust per les atmosferes diàfanes i el sentit decoratiu de la composició. Veronese va influir en pintors posteriors, com Rubens, Tiepolo i altres pintors del barroc. Aquest pintor i Rubens són els grans mestres del passat que admirava el pintor romàntic Eugène Delacroix.
Amb una producció abundosa, sobresortí com a realitzador de grans composicions, en les quals es desenvolupen escenes festives d’un caràcter sacre o profà dins ampul·losos ambients arquitectònics. Fou un extraordinari dominador de la perspectiva i de l'escorç, la seva obra constituí el pròleg de la pintura barroca decorativa.

## Galeria

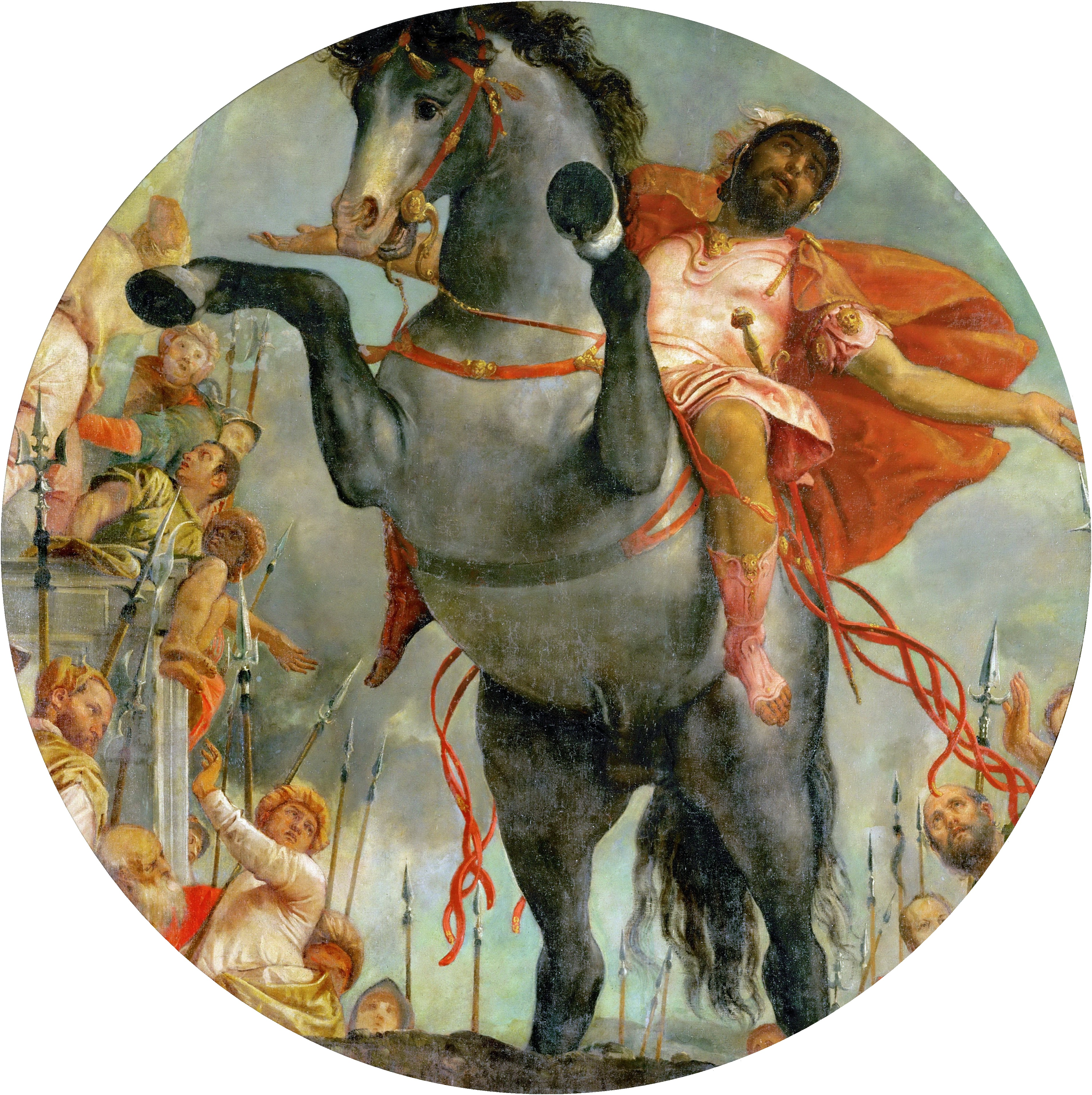
La mort sacrificial de Marcus Curtius, c. 1550–1552
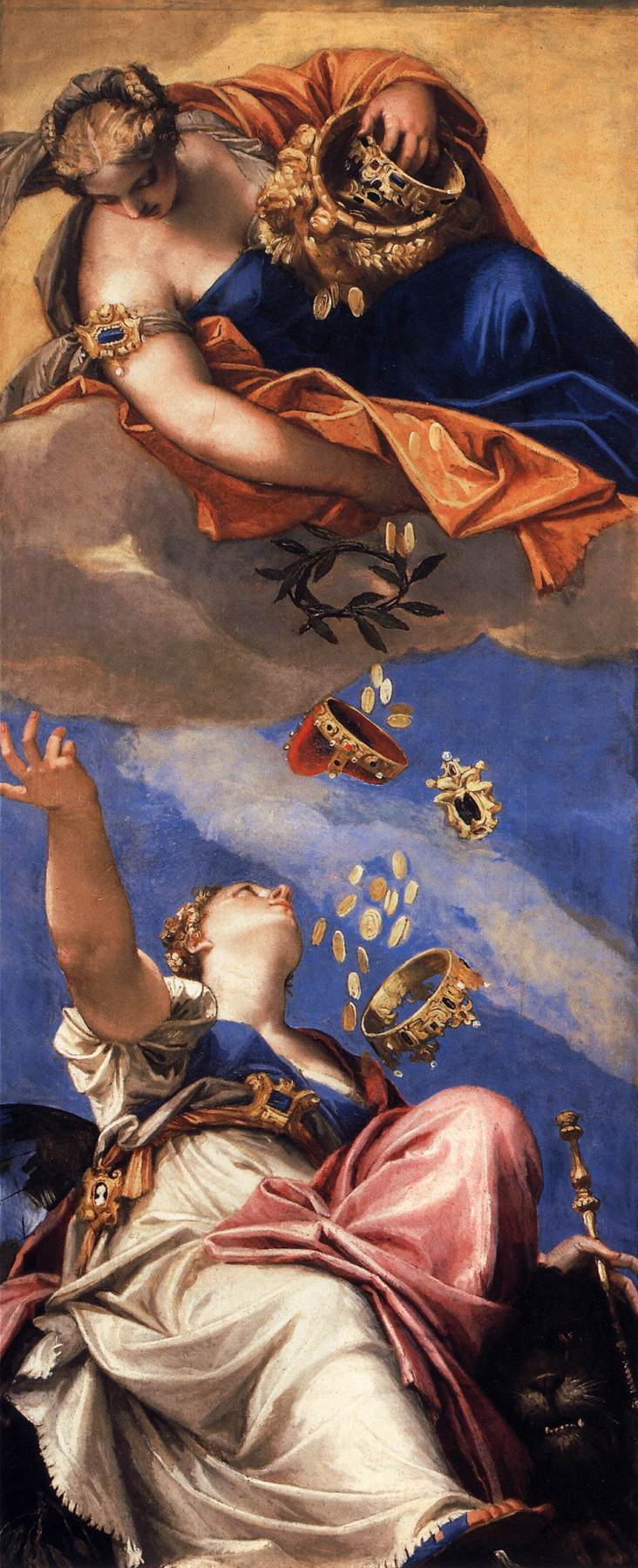
Regals de dutxa de Juno a Venetia, c. 1554–1556, Palau Ducal
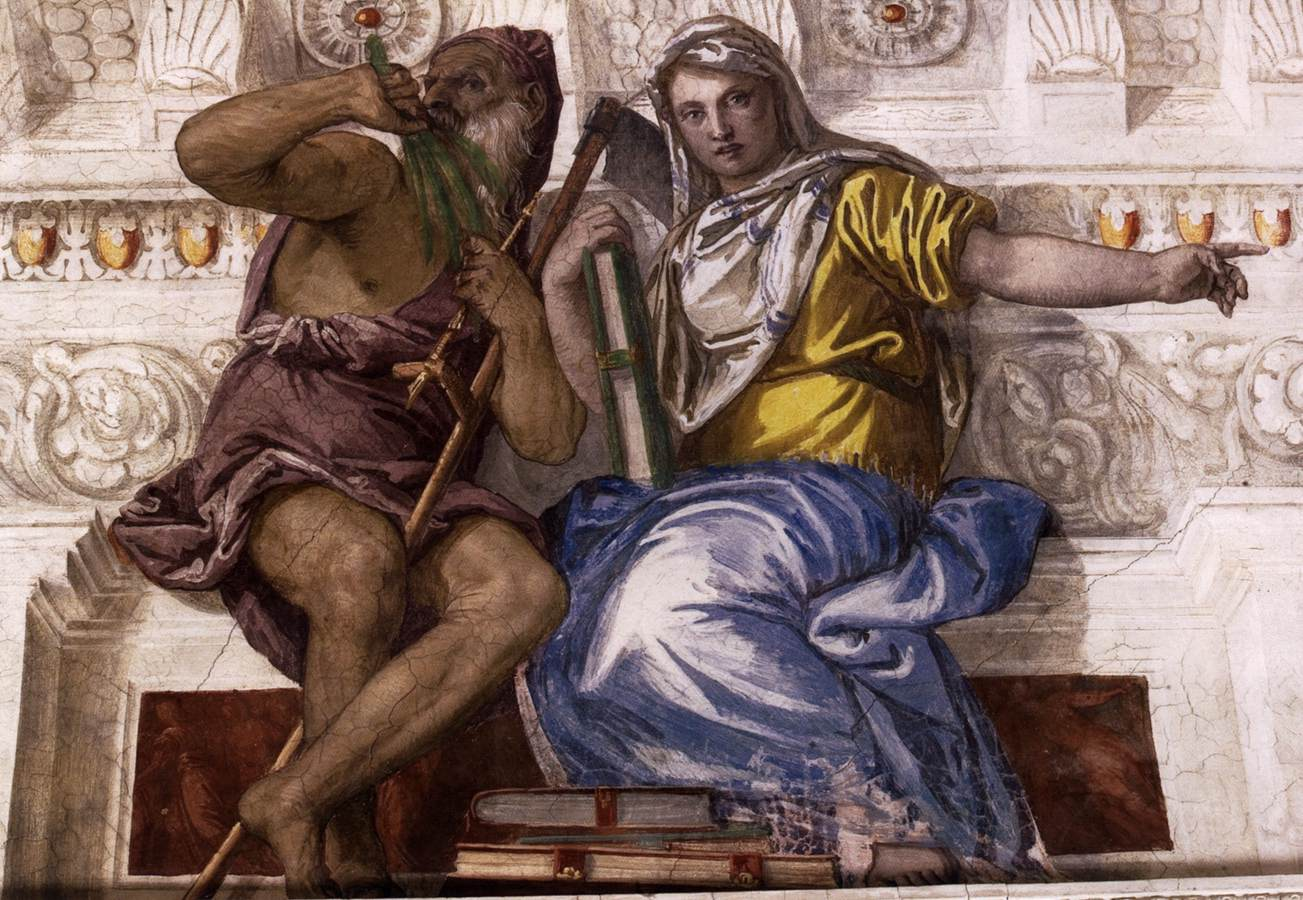
Saturn (Temps) i Historia, Villa Barbaro
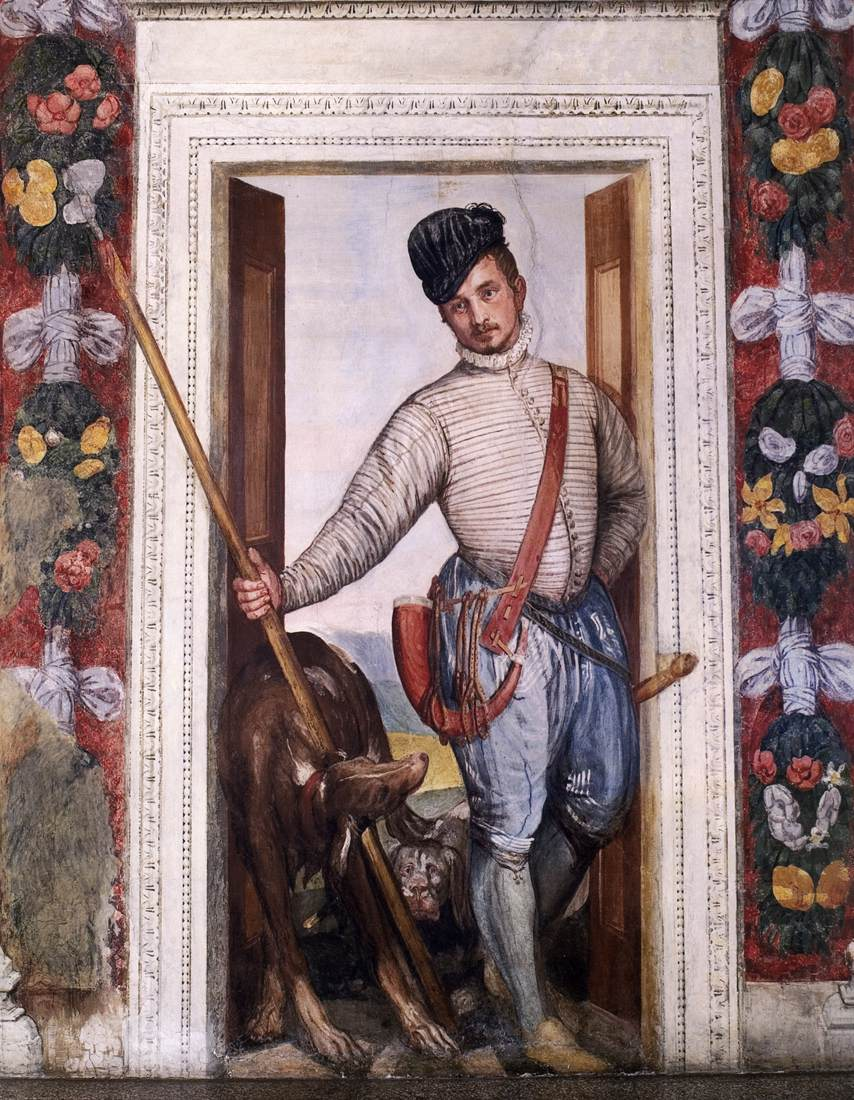
Noble amb vestit de caça, Villa Barbaro
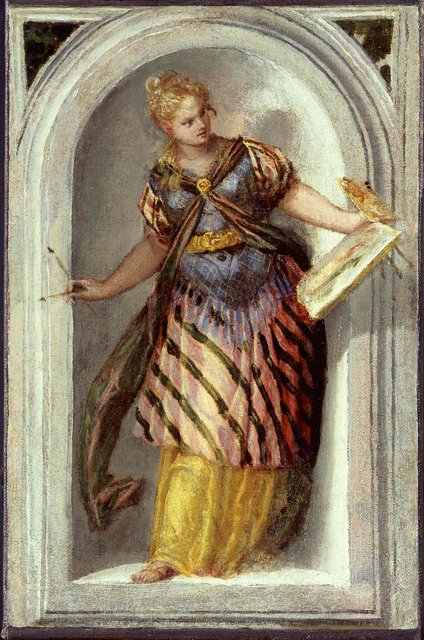
Al·legoria de la pintura, dècada de 1560
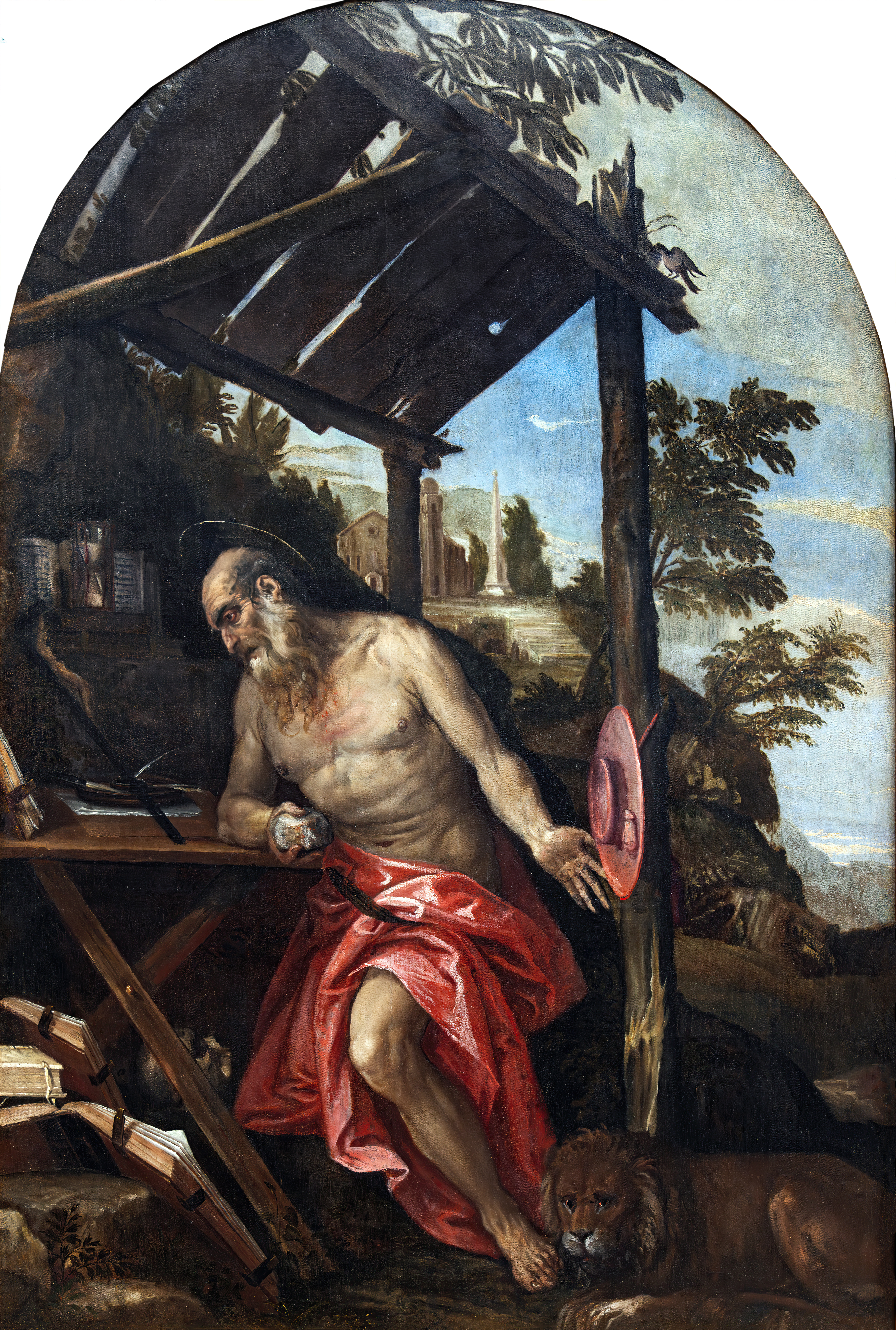
Sant Jeroni al desert, c. 1584
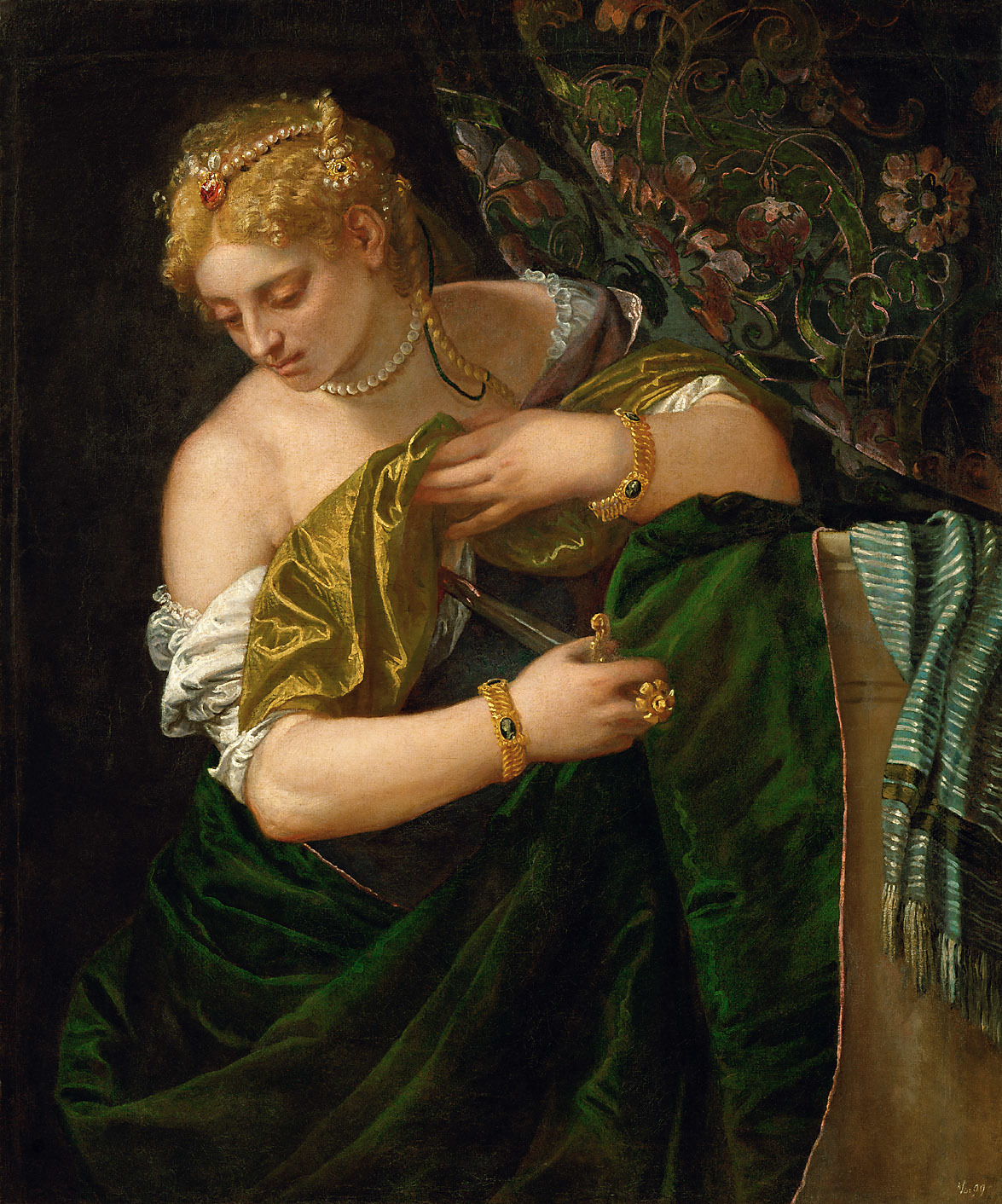
Lucrècia, 1580
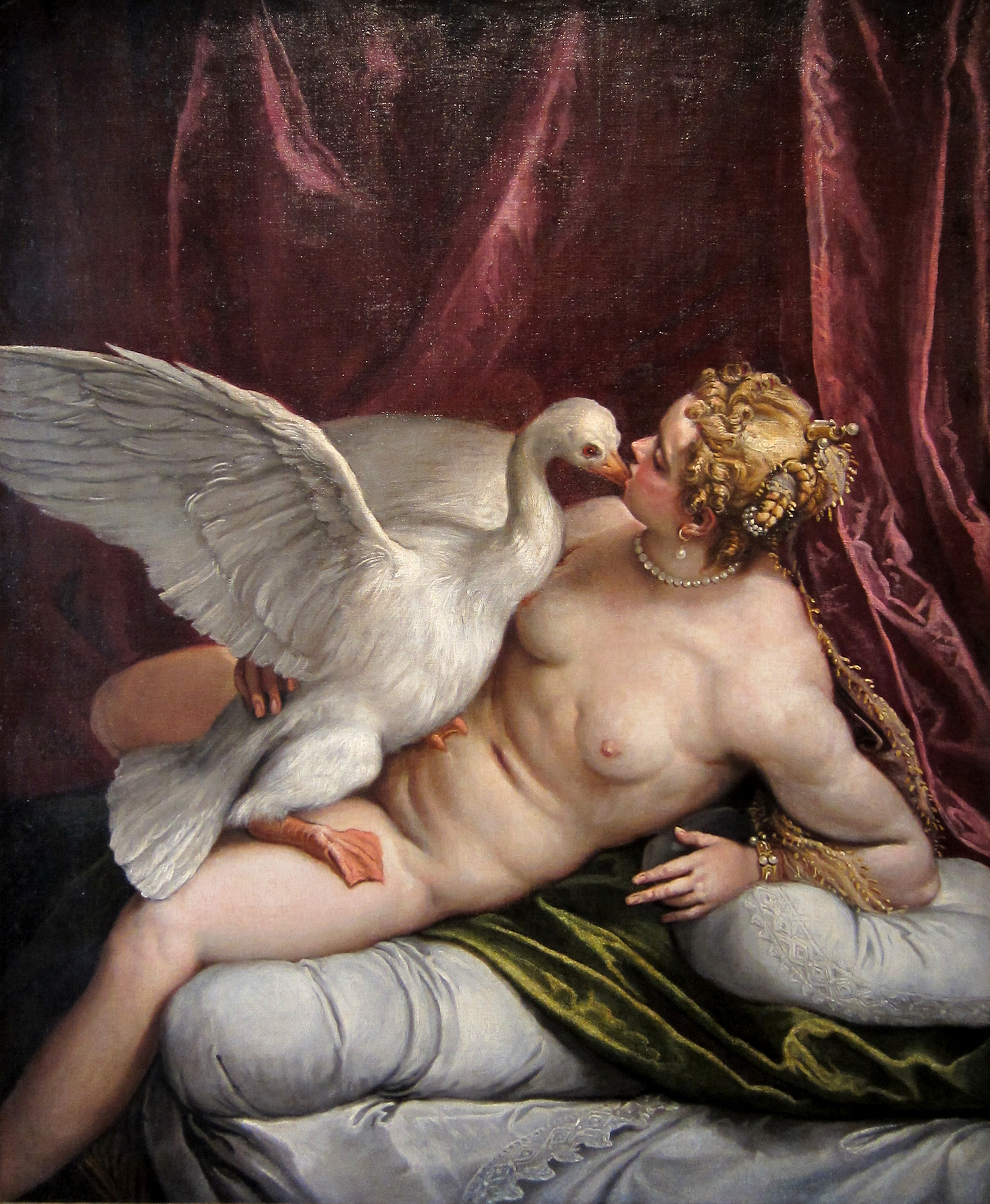
Leda i el cigne, c. 1585